# Jean-Baptiste Millière
Jean-Baptiste Édouard Millière (Lamarche-sur-Saône, 13 dicembre 1817 – Parigi, 26 maggio 1871) è stato un politico e giornalista francese.
Socialista e sostenitore della Comune di Parigi, fu fucilato dalle truppe del governo Thiers.

## Biografia
Figlio di un operaio, riuscì a studiare fino a ottenere la laurea in legge a Digione. Socialista, alla Rivoluzione del 1848 si trasferì a Clermont-Ferrand dove fu redattore dell'Eclaireur républicain e fondò il giornale Le Prolétaire. Accusato di « eccitare all'odio », nel 1850 dovette fuggire da Clermont-Ferrand.
A Parigi si oppose al colpo di Stato di Luigi Bonaparte e fu arrestato e condannato alla deportazione in Algeria. Tornato in Francia con l'amnistia del 1859, trovò lavoro nella compagnia di assicurazioni Le Soleil, da cui fu licenziato per le sue opinioni politiche e nel 1869 divenne redattore e amministratore del quotidiano di Henri Rochefort La Marseillaise. Fu ancora arrestato con l'accusa di « complotto contro la sicurezza dello Stato » e rilasciato dopo due mesi nel maggio del 1870.

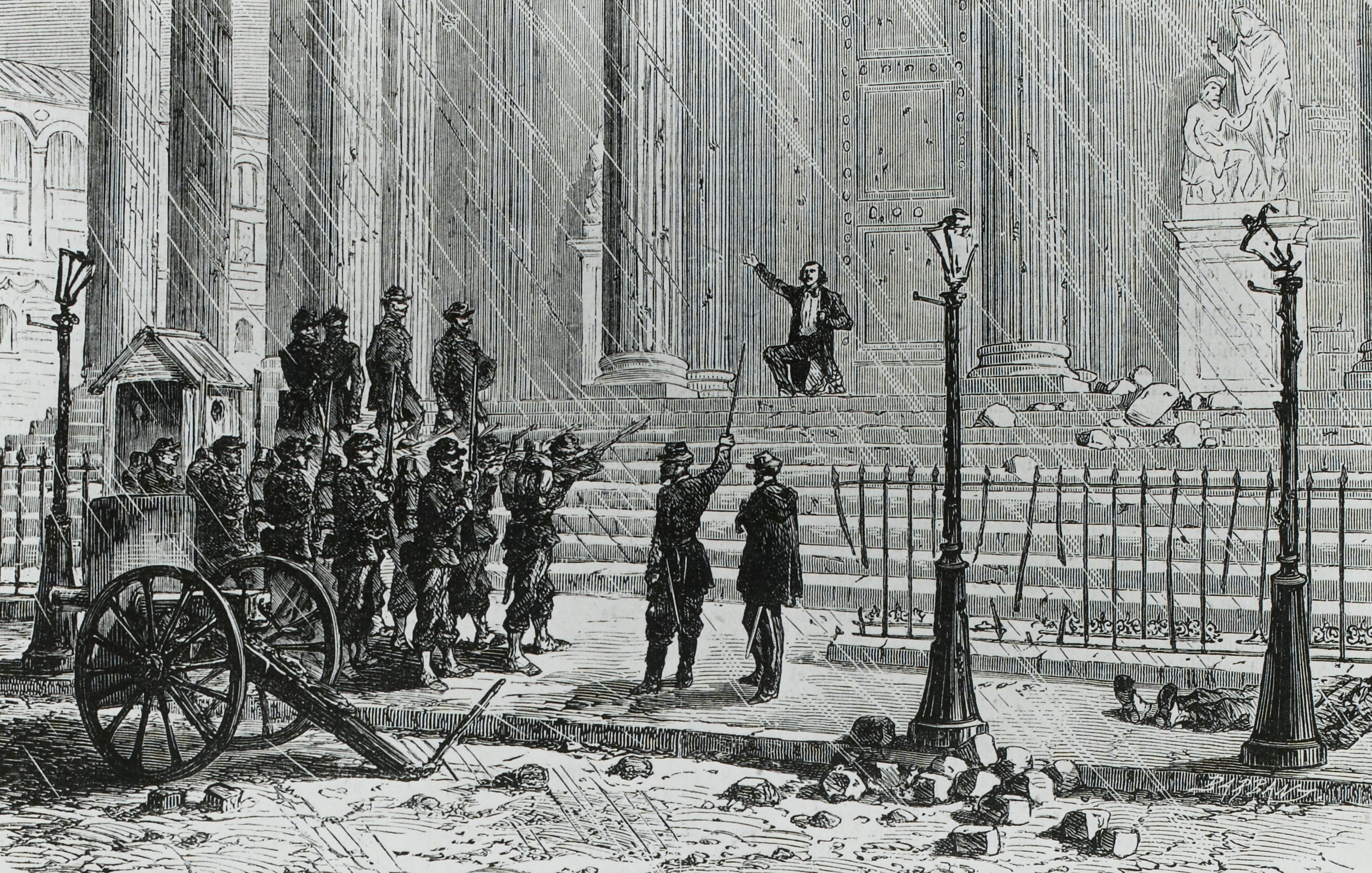
Fucilazione di Millière al Panthéon

Durante l'assedio di Parigi comandò il 108º battaglione della Guardia nazionale e partecipò all'insurrezione del 31 ottobre 1870 contro il governo. L'8 febbraio 1871 pubblicò sul Vengeur le prove dei falsi commessi dal ministro Jules Favre per ottenere un'eredità. Jules Favre confessò anni dopo la sua colpevolezza, senza subire conseguenze. Lo aveva fatto, disse, « per garantire un avvenire ai suoi figli ». Quel giorno stesso Millière risultò eletto deputato all'Assemblea Nazionale.
Sedette all'opposizione sia a Bordeaux che a Versailles, appoggiò la Comune di Parigi quando questa s'impose nel marzo del 1871 e si trovò nella capitale quando iniziò la guerra tra la Comune e il governo di Versailles. Non prese parte agli scontri ed era in casa del suocero, in rue de Ulm, il 26 maggio, quando i soldati di Versailles lo prelevarono. Per ordine del generale Cissey, il capitano Garcin lo fece fucilare, costringendolo a mettersi in ginocchio, davanti al Pantheon.
Le sue prerogative di deputato rendevano comunque illegittima quell'esecuzione sommaria, ma alla causa intentata dalla vedova Millière contro il capitano Garcin, poi promosso generale, il tribunale si dichiarò incompetente.